# إيمي لوسيه
إيمي لوسيه (بالفرنسية: Aimé Laussedat)‏ أو إيمي لوسيدا (1819 مولينز ، 1907 في باريس) عالم فرنسي ، فلكي متخصص بالجيوديسيا والهندسة الوصفية والمساحة ورسم الخرائط. ومهندس فنون تطبيقية وباحث وأستاذ في كلية الفنون التطبيقية (École polytechnique)، ثم قائد بارز في المعهد الوطني للفنون والحرف ، وهو أيضًا مهندس عسكري منذ بداية حياته المهنية وحتى عام 1851 ، قائد فرقة جيني دي باريس أثناء الحرب 1870 -1871 ، ثم ضابط مهندس مسؤول عن الحدود الجديدة من 1871 إلى 1881.

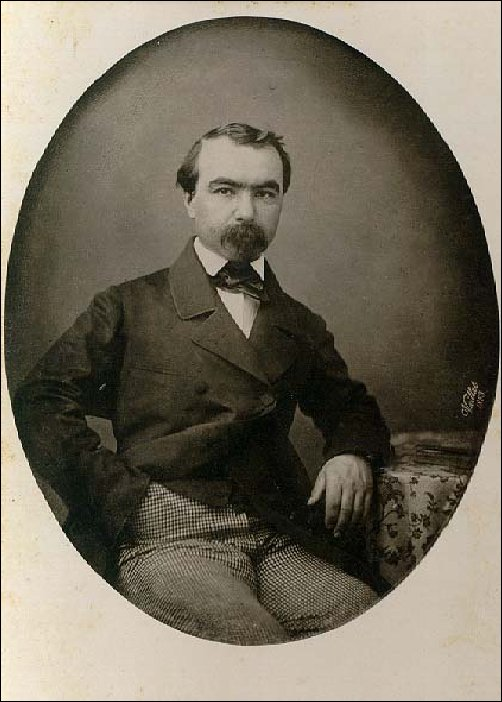
Aimé Laussedat

تنسب تاريخيا فكرة استخدام التصوير الفوتوغرافي لأغراض المسح إلى العالم الفرنسي الفرنسي أيمه لوسيدا ، في عام 1850.